# Romainių ąžuolynas
Romainių ąžuolynas este o arie protejată (arie specială de conservare — SAC, sit de importanță comunitară — SCI) din Lituania întinsă pe o suprafață de 39,09 ha, integral pe uscat.

## Localizare
Centrul sitului Romainių ąžuolynas este situat la coordonatele 54°55′34″N 23°49′12″E / 54.9261°N 23.82°E.

## Înființare
Situl Romainių ąžuolynas a fost declarat sit de importanță comunitară în aprilie 2009 pentru a proteja 1 specie de animale. Situl a fost protejat și ca arie specială de conservare în octombrie 2020.

## Biodiversitate
Situată în ecoregiunea boreală, aria protejată conține 2 habitate naturale: Izvoare petrifiante cu formare de travertin (Cratoneurion), Păduri pe pante, grohotișuri și ravene de Tilio-Acerion.
La baza desemnării sitului se află o specie protejată de  nevertebrate: Osmoderma eremita.
Pe lângă speciile protejate, pe teritoriul sitului au mai fost identificate 2 specii de nevertebrate.